# Simo Salminen
Simo Salminen (8 de noviembre de 1932 – 2 de septiembre de 2015) fue un comediante, actor y cantante finlandés, aunque también fue conocido por sus habilidades como acróbata, artista del vidrio, escultor y panadero, entre otras actividades.

## Biografía

### Inicios
Su nombre completo era Simo Veli Atte Salminen, y nació en Vanaja, Finlandia. 
En los años 1950 se inició en el mundo del espectáculo como payaso saltador de natación. Sus méritos como saltador le llevaron a ganar un campeonato de Finlandia y dos campeonatos de su país y uno nórdico en saltos de payaso, así como un cuarto puesto en el primer Campeonato de Europa de ese deporte. Fue vicepresidente del club de saltadores Härvelm y saltaba con el apodo de Liukas Lätkä. Salminen era también acróbata y actuó algunos años en el trampolín junto a Erkki Sammale, formando el dúo Dos Pompolinos.
Al principio de su carrera como actor participó en los shows de la cadena televisiva Tesvisio Rullaportaissa y Sirkus Papukaijassa. Su primer papel en el cine llegó en la película de 1960 de Esko Toivonen Molskis, sanoi Eemeli, molskis!, en la cual había una escena con salto de payasos. 

### Comediante y actor

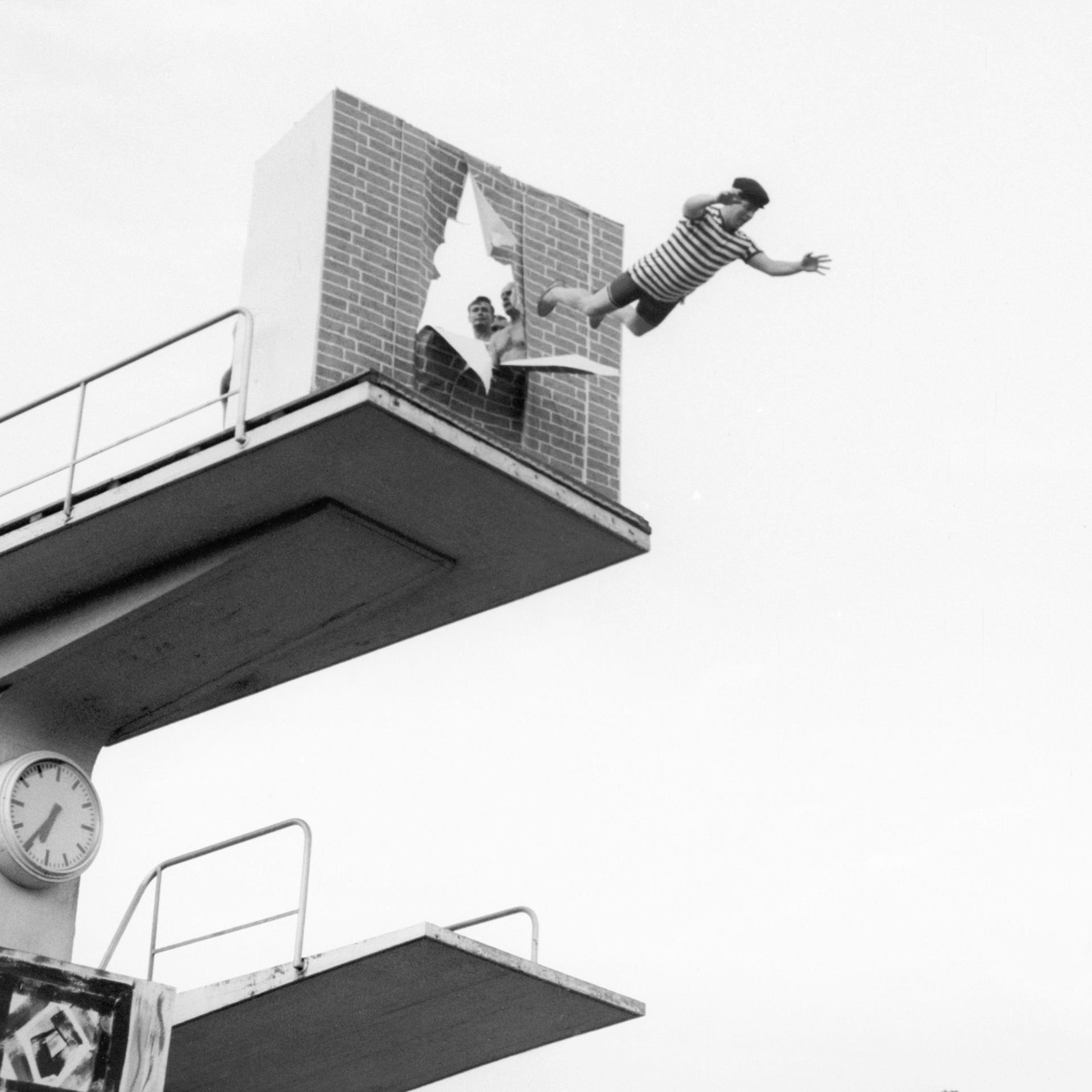
Simo Salminen actuando como Liukas Lätkä

La verdadera oportunidad para Simo Salminen llegó en la década de 1960, cuando Spede Pasanen constató su capacidad interpretativa y decidió llevarlo a la televisión. En 1964 ambos iniciaron una colaboración de décadas trabajando en la película X-Paroni, en la cual Salminen tenía un pequeño papel como miembro de una banda de delincuentes. Ese mismo año Spede consiguió un show televisivo propio, y le pidió a Salminen formar una pareja cómica. Pasanen aprovechó en sus números el pasado de Salminen como acróbata y saltador. En el año 1967 Salminen fue el segundo actor, detrás de Pasanen, en la cinta Pähkähullu Suomi.
Salminen y Pasanen trabaron una buena amistad, que llevaron incluso a su vida particular. Pasanen consideraba un socio igualitario a Salminen, y tenía en cuenta siempre sus opiniones. Aunque Salminen no redactaba los guiones, participaba en el diseño de películas como Uuno Turhapuro armeijan leivissä y Hei kliffaa hei, colaborando con Vesa-Matti Loiri y Ere Kokkonen. Con Pasanen rodó un total de 37 películas. Desde mediados de los años 1970, la mayor parte de las producciones eran de la serie de Uuno Turhapuro, encarnando en las mismas Salminen a Sörsselssön. La única película de Turhapuro en la que no participó Salminen fue Professori Uuno D. G. Turhapuro, ya que en ese momento actuaba en el Mikkelin kesäteatteri, y le fue imposible trabajar en la cinta. Pasanen también aprovechó las habilidades de Salminen como payaso en un par de películas de Turhapuro, Häpy Endkö? Eli kuinka Uuno Turhapuro sai niin kauniin ja rikkaan vaimon y Uuno Turhapuron muisti palailee pätkittäin.
Salminen tuvo también una carrera como actor totalmente independiente de Pasanen. En 1965 actuó en el telefilm Lumilinna, ganador del Premio Rose d'Or. En 1966 tuvo un programa propio titulado Helsinki Koo-Koo. En el mismo año, Salminen recibió el Premio Telvis al mejor actor televisivo.
Salminen fue también comediante teatral desde mediados de la década de 1960. Actuó con frecuencia en obras representadas en restaurantes, y a comienzos de la siguiente década  fundó un teatro de verano que viajó por todo el país con alguno de sus compañeros de actuación. En 1979 fundó el Komediateatteri, que actuó en Espoo, en el edificio Dipoli. Una de las intérpretes que trabajó en el Komediateatteri fue Petra Frey. Sin embargo, su proyecto no fue rentable económicamente y el Komediateatteri hubo de ser cerrado con rapidez.
En la serie televisiva de 1996 Uuno Turhapuro, Salminen volvió a ser Sörsselssön. Dos años más tarde participó en algunos episodios de la serie Ihmeidentekijät, encarnando a Sakari Majava, y también tuvo un cameo en Hynttyyt yhteen junto a Spede Pasanen.

### Carrera musical
En 1966 Salminen inició su carrera como cantante grabando el disco ”Rotestilaulu”. El tema, una parodia de las canciones de protesta compuesta junto a Pasanen, fue un éxito de ventas en el verano de ese año, manteniéndose en los primeros puestos de ventas durante varias semanas.
El tema ”Keltainen jäänsärkijä” fue una versión traducida de la canción de The Beatles ”Yellow Submarine”, que se vendió en el país mejor que la original. A principios de 1968 Salminen grabó su álbum de mayor éxito, ”Pornolaulu”, que llegó a ser el número 1 de ventas en el mes de marzo. La letra era de Jukka Virtanen. Otras canciones de esa época fueron ”Suurena miehenä”, ”Minä olen paakari”, ”Alle lujaa” y ”Tenkka-tenkka-poo”. Mediados los años 1970 lanzó dos álbumes, y en 1987, junto con Spede Pasasen, grabó el sencillo ”Hartikainen ja Sörsselssön”. También hizo giras en las que interpretó sus canciones, actuando en un principio acompañado de Pasane, aunque éste abandonó los conciertos pasado un tiempo.
En 2006 Salminen grabó su último álbum, Melkein viimeistä huutoa, pero a causa de la quiebra de la discográfica, no se lanzó hasta 2009.
Además de su producción en solitario, Salminen también compuso para artistas como Lasse Hoika y Anneli Mattila.

### Otras actividades
Antes de su carrera artística, Salminen era pastelero, trabajando en el diseño de productos panaderos en la panadería Colombia. Sin embargo, el ritmo de trabajo de sus actividades artísticas le obligaron a dejar su puesto en  Colombia en el año 1967. Aun así, trabajó como panadero durante un total de 20 años.
Salminen fue también escultor y artista del vidrio. A la vez que trabajaba como panadero, estudió cuatro años en la Academia de bellas Artes. Participó en varios concursos artísticos, y en el otoño de 1982 hizo una primera exposición con sus obras en Helsinki, en la Galerie Pelin, junto a la esposa de Pasanen, Pirjo. Una de sus obras más conocidas fue la estatua original utilizada en la concesión del Premio Venla, cuyo diseño se abandonó en 2003. 
Salminen fundó el restaurante Simon Rysä en 1968 en Lappeenranta. Sin embargo, pronto surgieron problemas económicos, y el establecimiento quebró en el otoño de 1969.

### Vida privada
Salminen se casó dos veces. Marita Kokko, su primera esposa, se casó con él en 1963. Tuvieron una hija, Sanna. La pareja se divorció en 1989. En 1998 Salminen se casó con Päivi Ilmolahti, 25 años menor que él, pero el matrimonio duró algo menos de dos años.
En sus últimos años Salminen vivió en un hogar para ancianos en Salo, donde falleció en el año 2015 tras una larga enfermedad. Fue enterrado junto a sus padres y su hermano en el Cementerio de Honkanummi, en Vantaa, en el bloque 51, fila 12, número 323.

## Premios
- 1966 : Premio Telvis al mejor actor televisivo.
- 1997 : Recepción de una pensión por ser considerado Artista Estatal.
- 2002 : Premio Venla por su trayectoria
- 2004 : Premio de la Asociación de Artistas Escénicos[14]
- 27 de octubre de 2005 : Se celebró una gala en su honor en el Astoria Hall de Helsinki, en la cual participaron Ismo Leikola, Krisse Salminen, Sami Hedberg y Teemu Vesterinen
- En mayo de 2010 se celebró el concierto We love Simo Salminen, en el cual actuaron Eino Grön, Aira Samulin, Vieno Kekkonen, Veltto Virtanen y Erkki Liikanen, además del propio Salminen[15]
- 2014 : Premio Venla de oro

## Discografía
- 1975 : Laulakaamme silloin (Scandia)
- 1975 : Kaksi kukkopilliä (WSOY)
- 2010 : Melkein viimeistä huutoa (Xanadu)
- 2020 : Kliffa kolmikko - Spede, Simo, Vesku (Valitut Palat)

## Filmografía (selección)
- 1960 : Molskis, sanoi Eemeli, molskis!
- 1964 : X-Paroni
- 1965 : Lumilinna (telefilm)
- 1966 : Millipilleri
- 1967 : Pähkähullu Suomi
- 1968 : Noin 7 veljestä
- 1969 : Leikkikalugangsteri
- 1969 : Näköradiomiehen ihmeelliset siekailut
- 1969 : Pohjan tähteet
- 1970 : Jussi Pussi
- 1970 : Speedy Gonzales – Noin 7 veljeksen poika
- 1971 : Hirttämättömät
- 1971 : Kahdeksas veljes
- 1973 : Uuno Turhapuro
- 1974 : Viu-hah hah-taja
- 1976 : Lottovoittaja UKK Turhapuro
- 1977 : Häpy Endkö? Eli kuinka Uuno Turhapuro sai niin kauniin ja rikkaan vaimon
- 1978 : Rautakauppias Uuno Turhapuro – presidentin vävy
- 1979 : Koeputkiaikuinen ja Simon enkelit
- 1980 : Tup-akka-lakko
- 1981 : Uuno Turhapuron aviokriisi
- 1982 : Uuno Turhapuro menettää muistinsa
- 1983 : Uuno Turhapuron muisti palailee pätkittäin
- 1984 : Lentävät luupäät
- 1984 : Uuno Turhapuro armeijan leivissä
- 1985 : Hei kliffaa hei
- 1985 : Uuno Epsanjassa
- 1986 : Liian iso keikka
- 1986 : Pikkupojat
- 1986 : Uuno Turhapuro muuttaa maalle
- 1987 : Uuno Turhapuro – kaksoisagentti
- 1988 : Tupla-Uuno
- 1990 : Uunon huikeat poikamiesvuodet maaseudulla
- 1991 : Uuno Turhapuro herra Helsingin herra
- 1992 : Uuno Turhapuro – Suomen tasavallan herra presidentti
- 1993 : Uuno Turhapuron poika
- 1994 : Uuno Turhapuron veli
- 1996 : Sepelimurskaamon kauniin Jolantan ihmeellinen elämä
- 1997 : Hilarius ja Loru-Liisa
- 1998 : Johtaja Uuno Turhapuro – pisnismies
- 1999 : Naisen logiikka
- 2004 : Uuno Turhapuro – This Is My Life